# Ваграмян, Тигран Ашотович
Тигран Ашотович Ваграмян (род. 28 мая 1946) — заслуженный работник высшей школы РФ, доктор технических наук, профессор, заведующий кафедрой инновационных материалов и защиты от коррозии (ИМиЗК) РХТУ им. Д. И. Менделеева, кавалер ордена «За заслуги перед химической индустрией России II степени».

## Биография
Родился в семье научных сотрудников 28 мая 1946 года в Москве. Отец — Ваграмян Ашот Тигранович (1908—1973) — лауреат Сталинской премии (1952), доктор технических наук, научный руководитель лаборатории электроосаждения металлов (АН СССР), профессор кафедры технологии электрохимических производств МХТИ (1964—1965). Мать — Смирнова Антонина Михайловна — научный сотрудник.
В 1964 году Тигран Ашотович поступил в Московский химико-технологический институт им. Д. И. Менделеева. В 1969 году окончил курс по специальности «технология электрохимических производств». В 1972 году защитил кандидатскую диссертацию по теме «Изучение особенностей катодного процесса и выяснение влияния органических веществ при электроосаждении меди из пирофосфатного электролита» (научный руководитель — лауреат Сталинской премии, профессор Кудрявцев Н. Т.). В 1988 году защитил докторскую диссертацию на тему «Интенсификация и совершенствование процессов нанесения цинксодержащих сплавов». С 1990 года работал профессором кафедры технологии электрохимических производств, ныне заведующий кафедрой инновационных материалов и защиты от коррозии (с 2007 года).

## Научная деятельность
Т. А. Ваграмян — один из ведущих российских ученых в области гальванотехники и защиты от коррозии, внесший вклад в теорию и практику электроосаждения металлов и сплавов и неметаллических покрытий. Установленные им новые закономерности электролитического осаждения многокомпонентных сплавов и их научная трактовка легли в основу многих отечественных технологий осаждения защитных и функциональных покрытий и служат основой современных разработок в этой области. Под его руководством были разработаны новые высокоскоростные малотоксичные электролиты для осаждения функциональных покрытий легированными латунями, новые составы электролитов для осаждения защитных покрытий цинком и сплавами цинк-никель, цинк-олово, цинк-свинец, скоростного цинкования стального листа и проволоки, которые эксплуатируются отечественными производствами и в настоящее время на: АО «Тяжмаш» (г. Сызрань), АО Центр судоремонта (г. Северодвинск), ОАО СПО «АРКТИКА»(г. Северодвинск), ОАО "Завод «КАЛИБР» (г. Минск), Северский трубный завод (Свердловская обл.), АО «АВТОАГРЕГАТ», АО «Промприбор» (Орловская обл.), АО «ПО завод имени Серго» (Татарстан) и др. — всего 150 предприятий.
Внес вклад в развитие технологий волновой обработки многофазных систем с целью интенсификации массо- и теплообмена. Разработанная им технология гомогенизации успешно применяется в настоящее время отечественными производителями майонеза (АО «Распак», г. Москва). Под его руководством разработан способ обработки воды в режиме сонолюминесценции, позволяющий значительно интенсифицировать процесс очистки воды от железа.
Последние[уточнить] научные разработки Т. А. Ваграмяна формируют научно-техническую основу для создания российского производства инновационных материалов для обработки фольгированного диэлектрика в производстве печатных плат, не уступающих перспективным немецким и шведским разработкам. Разработанные под его руководством технологии в настоящее время проходят производственные испытания на НПП Радиосвязь (г. Красноярск), АО НИЦЭВТ (г. Москва).
Автор 20 учебных пособий, в том числе книги «Прикладная электрохимия» — основного учебника в области гальванотехники. Всего Т. А. Ваграмян имеет более 550 публикаций, в том числе 28 патентов и авторских свидетельств, 46 статей в журналах, индексируемых в международной базе Scopus, 50 — Web of Science, 134 — РИНЦ.

## Преподавательская деятельность
Внёс вклад в подготовку специалистов — выпускников высшей школы. В 2006 году по его инициативе в РХТУ была создана единственная в Российской Федерации кафедра, выпускающая сегодня специалистов в области защиты от коррозии. Т. А. Ваграмян уделяет большое внимание не только соответствию уровня подготовки специалистов-выпускников кафедры современным мировым требованиям, но и формированию этих ключевых требований в области гальванотехники и защиты от коррозии. Это отражено в двух общеобразовательных программах по профилю «Технологии защиты от коррозии» для бакалавров и магистров и аспирантской программе по направлению «Технологии электрохимических процессов и защиты от коррозии». С учётом современных тенденций и требований по инициативе Т. А. Ваграмяна с 2018 г. на кафедре открыто новое направление подготовки магистров «Основы проектирования энерго- и ресурсосберегающих химических производств».
Автор и лектор специальных лекционных курсов «Теоретические основы коррозии», «Теория защиты от коррозии», «Гальванотехника». Под его руководством защищена 21 кандидатская и 1 докторская диссертационная работа, более 200 дипломных работ.

## Семья
Жена — Рассказова Галина Александровна — инженер-технолог.
Дочь — Рассказова Елизавета Тиграновна — художник-график.

## Награды и звания
- Отличник химической промышленности России (1995).
- Медаль «В память 850- летия Москвы» (1997).
- Почетный работник высшего профессионального образования Российской Федерации (2014).
- Заслуженный работник высшей школы Российской Федерации.
- Орден «За заслуги перед химической индустрией России II степени».